# Col·lisió aèria de Pacoima del 1957
El 31 de gener de 1957, un Douglas DC-7B operat per Douglas Aircraft Company es va veure implicat en una col·lisió aèria amb un Northrop F-89 Scorpion de la Força Aèria dels Estats Units i es va estavellar contra el pati de l'escola de Pacoima Junior High School situada a Pacoima, una zona suburbana de la vall de San Fernando de Los Angeles, Califòrnia.

## Accident
El DC-7B, que estava destinat al lliurament a Continental Airlines, va enlairar de l'aeroport de Santa Mònica a les 10:15. estic en el seu primer vol de prova funcional, amb una tripulació de quatre membres de Douglas a bord. Mentrestant, a Palmdale, al nord, un parell de caces F-89J de dos places van enlairar a les 10:50. estic en vols de prova, un que implicava una comprovació del seu equip de radar a bord. Tant els avions com el DC-7B estaven realitzant les seves proves individuals a una altitud de 25,000 peus (7,600 m) amb cel clar sobre la vall de San Fernando quan, cap a les 11:18 a.m., es va produir una col·lisió a gran velocitat i gairebé frontal. Més tard, els investigadors van poder determinar que els dos avions probablement van convergir en un punt sobre una zona al nord-est de l'abocador de la presa de Hansen.
Després del xoc, Curtiss Adams, el pilot A bord del bimotor f-89J Scorpion, va poder evacuar l'avió de caça afectat i, tot i patir greus cremades, va aterrar en paracaigudes a un sostre d'un garatge a Burbanc, trencant-se la cama quan va caure a terra. El pilot De l'avió va morir quan l'avió va caure creamant al Canó De La Tuna a Les Muntanyes De Verdugo.
EL DC-7B, amb una part de l'ala esquerra tallada, va romandre en l'aire durant uns minuts i després va rodar cap a l'esquerra i va començar una immersió incontrolable en espiral i a alta velocitat cap a la terra. Segons més tard, part de les restes de ferides es van estavellar contra els terrenys de l'Església Congregacional De Pacoima, matant els quatre tripulants De Douglas a bord mentre les parts principals van caure al pati adjacent de L'Escola Secundària Pacoima. Al pati de l'escola, on 220 nois acabaven les seves activitats esportives a l'aire lliure, les restes es van trencar en impactar en nombrosos trossos i van començar incendis intensos a causa del combustible i el petroli de l'avió. Es van fer cràters diferents al pati per cadascun dels quatre motors, així com per la secció central del fuselatge. Dos estudiants van ser colpejats i assassinats per aquestes restes i runes. Un tercer estudiant ferit greu va morir dos dies després en un hospital local. S'estima que un nombre d'almenys 75 estudiants més al pati de l'escola van patir ferides que van des de crítiques fins a lleus.
La col·lisió es va atribuir a l'error del pilot i al fracàs d'ambdues tripulacions de l'aeronau per exercir els procediments adequats de "veure i evitar" respecte a altres aeronaus mentre operaven sota les regles de vol visual (VFR). L'accident també va impulsar la Junta d'Aeronàutica Civil (CAB) a establir restriccions a tots els vols de prova d'aeronaus, tant militars com civils, exigint que es fessin en aigües obertes o en zones poc poblades aprovades específicament.

## Representació mediàtica
L'esdeveniment es representa a la pel·lícula La Bamba, la pel·lícula biogràfica de 1987 de la figura del rock 'n' roll Ritchie Valens, que era un estudiant de 15 anys a l'escola secundària de Pacoima en el moment del desastre.
Valens no anava a l'escola aquell dia perquè assistia al funeral del seu avi. Els malsons recurrents del desastre van portar a Valens a por a volar, que va superar després de llançar la seva carrera musical. Malauradament, Valens va morir en un accident d'avió dos anys més tard, juntament amb els seus companys de rock 'n' rolls Buddy Holly i The Big Bopper, així com el pilot Roger Peterson, quan el seu Beechcraft Bonanza llogat es va estavellar a prop de Mason City, Iowa, a última hora de la nit del 3 de febrer de 1959 . No obstant això, a les seqüències de malson de la pel·lícula, la primera col·lisió va ser representada per dos avions d'aviació general (un dels quals va ser el Beechcraft Bonanza en el qual va morir realment Valens), a diferència de l'avió en el desastre real.
L'accident de 1957 es va discutir a l'episodi del 19 de maig de 1957 de The CBS Radio Workshop (titulat "Heaven Is In the Sky"). El programa descrivia quan i com van enlairar els dos avions dels seus respectius aeròdroms i va incloure una discussió sobre com l'escola secundària de Pacoima tenia els alumnes de 7è a fora per fer exercici. També va incloure entrevistes amb persones que van ser testimonis i/o afectades per l'accident.